# Майдан (Полтавський район)
Майда́н (до 2024 року — Першотравне́ве) — село в Україні, у Чутівській селищній громаді Полтавського району Полтавської області. Населення становить 120 осіб.

## Географія
Село Майдан знаходиться за 2,5 км від правого берега річки Чутівка. Біля села протікає пересихаючий струмок, на протилежному березі якого розташоване село Майдан (Харківська область).

## Історія
12 червня 2020 року, відповідно до розпорядження Кабінету Міністрів України № 721-р «Про визначення адміністративних центрів та затвердження територій територіальних громад Полтавської області», село увійшло до складу Чутівської селищної громади.
19 липня 2020 року, в результаті адміністративно — територіальної реформи та ліквідації Чутівського району, село увійшло до складу новоутвореного Полтавського району.
19 вересня 2024 року Верховна Рада підтримала перейменування села Першотравневе на Майдан. 26 вересня 2024 року перейменування набуло чинності.